# سی و هشتمین جشنواره فیلم فجر
سی و هشتمین جشنوارهٔ فیلم فجر از ۱۲ تا ۲۲ بهمن ۱۳۹۸ در تهران و از ۱۵ تا ۲۲ بهمن در سایر استان‌های ایران برگزار شد. اختتامیهٔ جشنواره در برج میلاد تهران برگزار شد و سیمرغ بلورین بهترین فیلم به فیلم خورشید اثر مجید مجیدی رسید.
شنای پروانه و روز صفر با ۵ سیمرغ بلورین بیش‌ترین جوایز این دوره از جشنواره را کسب کردند.

## ثبت‌نام متقاضیان و قرعه‌کشی
در ۲۹ مهر ۱۳۹۸ با انتشار فراخوان کار سی و هشتمین دوره فیلم فجر آغاز شد، همچنین ثبت نام از آثار متقاضی حضور در جشنواره از ۱ تا ۳۰ آبان ۱۳۹۸ بوده. که در این مدت ۱۱۵ فیلم سینمایی به همراه ۳۶ فیلم مستند فرم ثبت نام جشنواره را تکمیل کرده‌اند که از این تعداد ۳۷ فیلم سینمایی متعلق به فیلمسازان اول است.

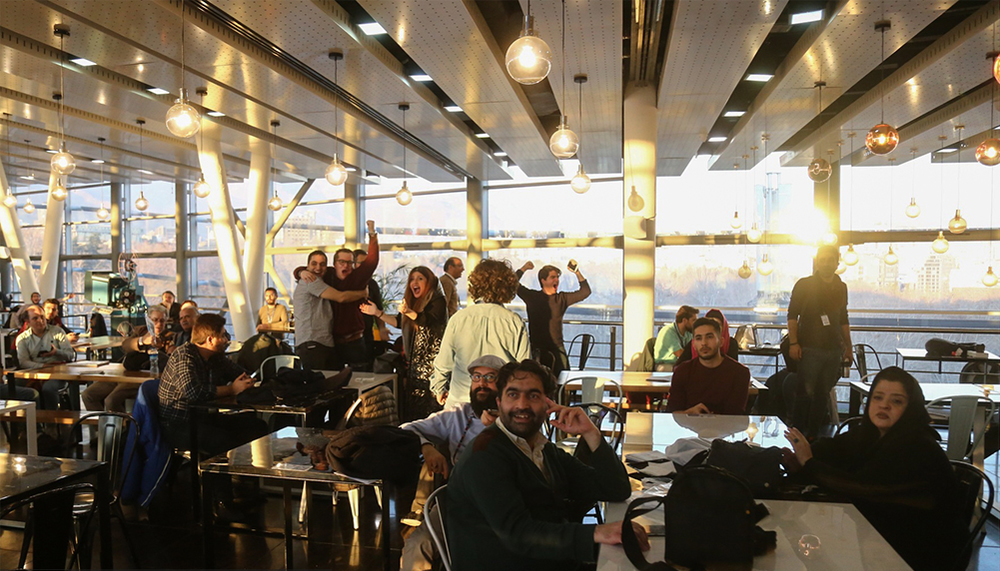
تماشای دربی استقلال و پرسپولیس در پردیس ملت

۲۶ دی ۱۳۹۸ قرعه‌کشی برای مشخص شدن ترتیب نمایش فیلم‌ها در سینمای رسانه (پردیس ملت) انجام گرفت. در هر روز ۵ فیلم در چهار سانس در این سینما نمایش داده می‌شود: ۳ فیلم بلند در سه سانس، و یک فیلم مستند و یک فیلم کوتاه در یک سانس. یک سانس برای نمایش شهرآورد تهران در روز ۱۷ بهمن خالی گذاشته شد.

## هیئت داوران
افراد زیر با حکم ابراهیم داروغه‌زاده فیلم‌های جشنواره را داوری کردند:

### سودای سیمرغ
- نرگس آبیار، نویسنده و کارگردان
- تورج اصلانی، فیلمبردار و کارگردان
- عباس بلوندی، طراح صحنه و لباس
- رضا پورحسین، مدیر فرهنگی
- فریدون جیرانی، نویسنده و کارگردان
- سعید راد، بازیگر
- محمدمهدی عسگرپور، تهیه‌کننده و کارگردان
- طهماسب صلح‌جو، منتقد فیلم
- مازیار میری، کارگردان

### مستند، فیلم کوتاه و نگاه نو
- مهدی جعفری، فیلمبردار و کارگردان
- روح‌الله حجازی، فیلمنامه‌نویس و کارگردان
- مصطفی رزاق کریمی، مستندساز
- فرشته طائرپور، تهیه‌کننده
- هادی مقدم‌دوست، فیلمنامه‌نویس و کارگردان

### مسابقهٔ تبلیغات
- محمد روح‌الامین، طراح پوستر
- امیرشیبان خاقانی، تدوینگر و سازنده تیزر و آنونس
- حبیب مجیدی، عکاس

## برندگان و نامزدها

### سودای سیمرغ

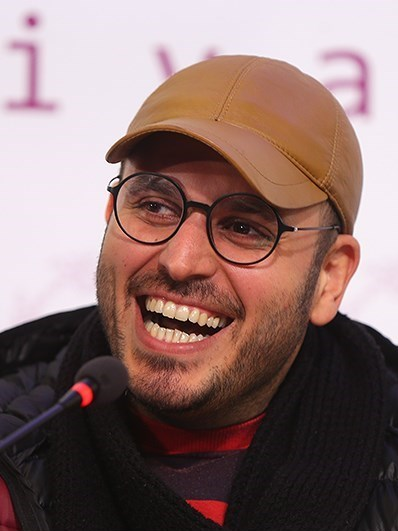
محمدحسین مهدویان، برنده سیمرغ بهترین کارگردانی

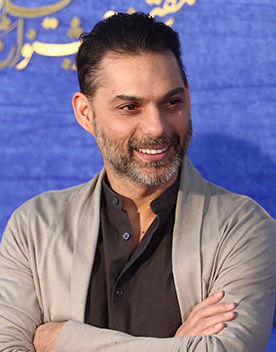
پیمان معادی، برنده سیمرغ بهترین بازیگر نقش اول مرد

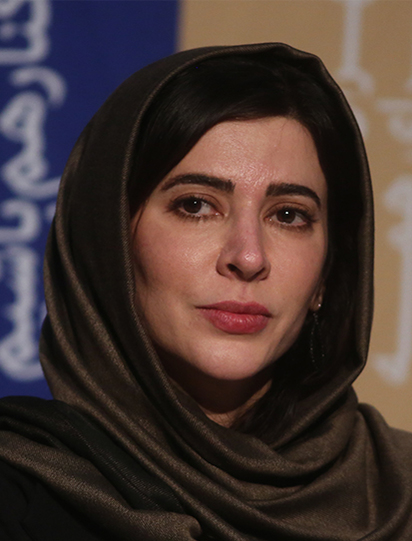
نازنین احمدی، برنده سیمرغ بهترین بازیگر نقش اول زن

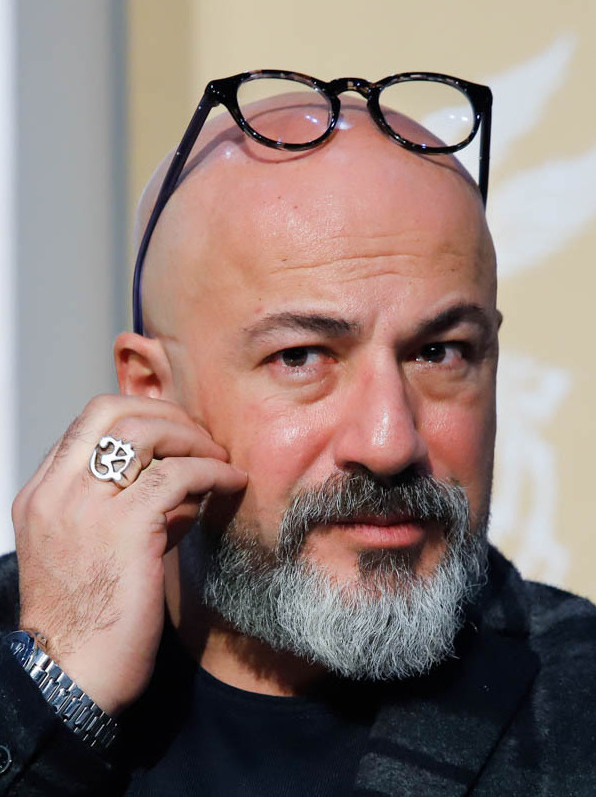
امیر آقایی، برنده سیمرغ بهترین بازیگر نقش مکمل مرد

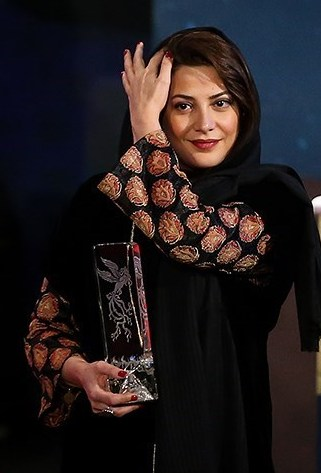
طناز طباطبایی، برنده سیمرغ بهترین بازیگر نقش مکمل زن

در ۲۱ بهمن ۱۳۹۸ در یک نشست خبری ابراهیم داروغه‌زاده نامزدهای بخش سودای سیمرغ را اعلام کرد. شنای پروانه با نامزدی در ۱۲ رشته و درخت گردو در ۱۱ رشته بیشترین نامزدی در این جشنواره را به دست آوردند. جوایز بخش‌های مختلف در ۲۲ بهمن در مراسم اختتامیه در برج میلاد اهدا شد.
| بهترین فیلم | بهترین کارگردانی |
| --- | --- |
| - خورشید – امیر بنان و مجید مجیدی - آتابای – نیکی کریمی - درخت گردو – سید مصطفی احمدی - روز صفر – سعید ملکان - شنای پروانه – رسول صدرعاملی | - محمدحسین مهدویان – درخت گردو - نیکی کریمی – آتابای - مرتضی فرشباف – تومان - مجید مجیدی – خورشید - سعید ملکان – روز صفر - محمد کارت – شنای پروانه                 |
| بهترین بازیگر نقش اول مرد | بهترین بازیگر نقش اول زن |
| - پیمان معادی – درخت گردو - میرسعید مولویان – تومان - فرامرز قریبیان – خروج - امیر جدیدی – روز صفر - علی شادمان – مردن در آب مطهر | - نازنین احمدی – ابر بارانش گرفته - پریناز ایزدیار – سه کام حبس - مریم مقدم – قصیده گاو سفید - ندا جبرائیلی – مردن در آب مطهر - الناز شاکردوست – من می‌ترسم         |
| بهترین بازیگر نقش مکمل مرد | بهترین بازیگر نقش مکمل زن |
| - امیر آقایی – شنای پروانه - جواد عزتی – آتابای - ارشیا نیک‌بین – ابر بارانش گرفته - مجتبی پیرزاده – تومان - بابک کریمی – سینما شهر قصه - نوید پورفرج – مغز استخوان | - طناز طباطبایی – شنای پروانه - لیلا زارع – خون شد - مینو شریفی‌پور – درخت گردو - سمیرا حسن‌پور – سه کام حبس - باران کوثری – عامه‌پسند - ستاره پسیانی – من می‌ترسم     |
| بهترین فیلمنامه | بهترین فیلم‌برداری |
| - نیما جاویدی و مجید مجیدی – خورشید - سعید ملکان و بهرام توکلی – روز صفر - محمد کارت، حسین دوماری و پدرام پورامیری – شنای پروانه - بهتاش صناعی‌ها، مریم مقدم و مهرداد کوروش‌نیا – قصیده گاو سفید - علی زرنگار – مغز استخوان - بهنام بهزادی و سحر سخایی – من می‌ترسم                          | - مرتضی نجفی – تومان - سامان لطفیان – آتابای - مسعود امینی تیرانی – ابر بارانش گرفته - هومن بهمنش – خورشید - مسعود سلامی – سه کام حبس - سامان لطفیان – شنای پروانه |
| بهترین تدوین | بهترین موسیقی متن |
| - اسماعیل علیزاده – شنای پروانه - محمد نجاریان – پوست - حسن حسن‌دوست – خورشید - محمد نجاریان – درخت گردو - میثم مولایی – روز صفر - سیاوش پورخلیلی – سینما شهر قصه | - بامداد افشار – پوست - حسین علیزاده – آتابای - رامین کوشا – خورشید - حبیب خزایی‌فر – درخت گردو - مسعود سخاوت‌دوست – شنای پروانه                                     |
| بهترین صدا | بهترین چهره‌پردازی |
| - صدابردار: مهدی صالح‌کرمانی / صداگذار: آرش قاسمی – شنای پروانه - صدابردار: امیر شاهوردی / صداگذار: علیرضا علویان – پوست - صدابردار: رشید دانشمند / صداگذار: امین شریفی – تومان - صدابردار: امیر نوبخت / صداگذار: آرش قاسمی – خروج - صدابردار: حسین بشاش / صداگذار: محمدرضا دلپاک – خورشید | - مهرداد میرکیانی – خروج - محمدرضا قومی – خون شد - شهرام خلج – درخت گردو - ایمان امیدواری – سه کام حبس - عظیم فراین – شنای پروانه                                  |
| بهترین طراحی لباس | بهترین طراحی صحنه |
| - امیر ملک‌پور – روز صفر - رسول علیزاده – پوست - مارال جیرانی – خروج - بهزاد جعفری طادی – درخت گردو - شیده محمودزاده – سینما شهر قصه - غزاله معتمد – شنای پروانه | - کیوان مقدم – خورشید - پوریا اخوان – پوست - محمدرضا شجاعی – درخت گردو - سهیل دانش اشراقی – روز صفر - آیدین ظریف – سینما شهر قصه                                   |
| بهترین جلوه‌های ویژه میدانی | بهترین جلوه‌های ویژه بصری |
| - محسن روزبهانی – روز صفر - محسن روزبهانی – آبادان یازده ۶۰ - آرش آقابیک – پوست - ایمان کرمیان – خورشید - ایمان کرمیان – درخت گردو - آرش آقابیک – شنای پروانه | - محمد برادران – خروج - جواد مطوری – آبادان یازده ۶۰ - جواد مطوری – خورشید - امین پهلوان‌زاده و کامیار شفیع‌پور – درخت گردو - رضا میثاقی و محسن خیرآبادی – روز صفر   |
| بهترین فیلم از نگاه ملی | جایزهٔ ویژهٔ هیئت داوران |
| - روز صفر – سعید ملکان | - روز صفر – سعید ملکان |
| بهترین فیلم از نگاه تماشاگران | بهترین فیلم هنر و تجربه |
| - شنای پروانه – رسول صدرعاملی | - پوست – بهمن ارک و بهرام ارک |
| جایزه ویژه سردار سلیمانی | |
| - آبادان یازده ۶۰ – حسن کلامی | |

### نگاه نو
| بهترین فیلم اول |
| --- |
| - روز صفر – سعید ملکان - بی‌صدا حلزون – بهرنگ دزفولی‌زاده - پوست – بهمن ارک و بهرام ارک - شنای پروانه – محمد کارت - لباس شخصی – امیرعباس ربیعی |

### فیلم کوتاه
| بهترین فیلم کوتاه                                                |
| ---------------------------------------------------------------- |
| - دابُر – سعید نجاتی - امتحان – سونیا حداد - کوچه – محمدرضا مصباح |

### مستند
| سیمرغ بلورین بهترین مستند |
| --- |
| - جایی برای فرشته‌ها نیست – سام کلانتری - بانو – محمد حبیبی منصور - پروژه ازدواج – حسام اسلامی و عطیه عطارزاده - زمستان است – مهرداد زاهدیان |

### مسابقهٔ تبلیغات
با حذف افتتاحیه، جوایز بخش مسابقهٔ تبلیغات نیز در اختتامیهٔ جشنواره اهدا شد.
| بهترین عکس | بهترین پوستر |
| --- | --- |
| - مریم تخت‌کشیان – غلامرضا تختی - فتاح ذی‌نوری – شکستن همزمان بیست استخوان - مجید طالبی – ماجرای نیمروز: رد خون - مسعود اشتری – مسخره‌باز - امیرحسین شجاعی – متری شیش و نیم | - محمد تقی‌پور – ۲۳ نفر - علی باقری – زنانی با گوشواره‌های باروتی - محمدحسین هوشمندی – خانه پدری - محمد شکیبا – قسم - محمد تقی‌پور – مهین |
| بهترین تیزر یا آنونس تبلیغاتی | |
| - امید میرزایی – شاه‌کش - زینب‌السادات بدری – بهشت گمشده - محمدمهدی محمدی – قسم - مرتضی موحدی – غلامرضا تختی - مسعود رفیع‌زاده – جهان با من برقص                            | |

## فیلم‌های با چند نامزدی و جایزه
| نامزدی ها * | جوایز | فیلم                   | بخش کاندید شده                              | نتیجه    |
| ----------- | ----- | ---------------------- | ------------------------------------------- | -------- |
| ۱۲          | ۵     | شنای پروانه            | بهترین بازیگر نقش مکمل مرد (امیر آقایی)     | برنده    |
| ۱۲          | ۵     | شنای پروانه            | بهترین بازیگر نقش مکمل زن (طناز طباطبایی)   | برنده    |
| ۱۲          | ۵     | شنای پروانه            | بهترین تدوین                                | برنده    |
| ۱۲          | ۵     | شنای پروانه            | بهترین صدا                                  | برنده    |
| ۱۲          | ۵     | شنای پروانه            | بهترین فیلم از نگاه تماشاگران               | برنده    |
| ۱۲          | ۵     | شنای پروانه            | بهترین فیلم                                 | نامزدشده |
| ۱۲          | ۵     | شنای پروانه            | بهترین کارگردانی                            | نامزدشده |
| ۱۲          | ۵     | شنای پروانه            | بهترین فیلمنامه                             | نامزدشده |
| ۱۲          | ۵     | شنای پروانه            | بهترین فیلم‌برداری                           | نامزدشده |
| ۱۲          | ۵     | شنای پروانه            | بهترین موسیقی متن                           | نامزدشده |
| ۱۲          | ۵     | شنای پروانه            | بهترین چهره‌پردازی                           | نامزدشده |
| ۱۲          | ۵     | شنای پروانه            | بهترین طراحی لباس                           | نامزدشده |
| ۱۲          | ۵     | شنای پروانه            | بهترین جلوه‌های ویژه میدانی                  | نامزدشده |
| ۱۱          | ۲     | درخت گردو              | بهترین کارگردانی (محمدحسین مهدویان)         | برنده    |
| ۱۱          | ۲     | درخت گردو              | بهترین بازیگر نقش اول مرد (پیمان معادی)     | برنده    |
| ۱۱          | ۲     | درخت گردو              | بهترین فیلم                                 | نامزدشده |
| ۱۱          | ۲     | درخت گردو              | بهترین بازیگر نقش مکمل زن(مینو شریفی‌پور)    | نامزدشده |
| ۱۱          | ۲     | درخت گردو              | بهترین تدوین                                | نامزدشده |
| ۱۱          | ۲     | درخت گردو              | بهترین موسیقی متن                           | نامزدشده |
| ۱۱          | ۲     | درخت گردو              | بهترین چهره‌پردازی                           | نامزدشده |
| ۱۱          | ۲     | درخت گردو              | بهترین طراحی لباس                           | نامزدشده |
| ۱۱          | ۲     | درخت گردو              | بهترین طراحی صحنه                           | نامزدشده |
| ۱۱          | ۲     | درخت گردو              | بهترین جلوه‌های ویژه میدانی                  | نامزدشده |
| ۱۱          | ۲     | درخت گردو              | بهترین جلوه‌های ویژه بصری                    | نامزدشده |
| ۱۰          | ۳     | خورشید                 | بهترین فیلم (امیر بنان و مجید مجیدی)        | برنده    |
| ۱۰          | ۳     | خورشید                 | بهترین فیلمنامه (نیما جاویدی و مجید مجیدی)  | برنده    |
| ۱۰          | ۳     | خورشید                 | بهترین طراحی صحنه                           | برنده    |
| ۱۰          | ۳     | خورشید                 | بهترین کارگردانی (مجید مجیدی)               | نامزدشده |
| ۱۰          | ۳     | خورشید                 | بهترین فیلم‌برداری                           | نامزدشده |
| ۱۰          | ۳     | خورشید                 | بهترین تدوین                                | نامزدشده |
| ۱۰          | ۳     | خورشید                 | بهترین موسیقی متن                           | نامزدشده |
| ۱۰          | ۳     | خورشید                 | بهترین صدا                                  | نامزدشده |
| ۱۰          | ۳     | خورشید                 | بهترین جلوه‌های ویژه میدانی                  | نامزدشده |
| ۱۰          | ۳     | خورشید                 | بهترین جلوه‌های ویژه بصری                    | نامزدشده |
| ۹           | ۵     | روز صفر                | جایزهٔ ویژهٔ هیئت داوران                      | برنده    |
| ۹           | ۵     | روز صفر                | بهترین فیلم از نگاه ملی                     | برنده    |
| ۹           | ۵     | روز صفر                | بهترین فیلم اول                             | برنده    |
| ۹           | ۵     | روز صفر                | بهترین طراحی لباس                           | برنده    |
| ۹           | ۵     | روز صفر                | بهترین جلوه‌های ویژه میدانی                  | برنده    |
| ۹           | ۵     | روز صفر                | بهترین کارگردانی (سعید ملکان)               | نامزدشده |
| ۹           | ۵     | روز صفر                | بهترین فیلم                                 | نامزدشده |
| ۹           | ۵     | روز صفر                | بهترین بازیگر نقش اول مرد (امیر جدیدی)      | نامزدشده |
| ۹           | ۵     | روز صفر                | بهترین فیلمنامه                             | نامزدشده |
| ۹           | ۵     | روز صفر                | بهترین تدوین                                | نامزدشده |
| ۹           | ۵     | روز صفر                | بهترین طراحی صحنه                           | نامزدشده |
| ۹           | ۵     | روز صفر                | بهترین جلوه‌های ویژه بصری                    | نامزدشده |
| ۶           | ۲     | پوست                   | بهترین موسیقی متن                           | برنده    |
| ۶           | ۲     | پوست                   | بهترین فیلم هنر و تجربه                     | برنده    |
| ۶           | ۲     | پوست                   | بهترین تدوین                                | نامزدشده |
| ۶           | ۲     | پوست                   | بهترین صدا                                  | نامزدشده |
| ۶           | ۲     | پوست                   | بهترین طراحی لباس                           | نامزدشده |
| ۶           | ۲     | پوست                   | بهترین طراحی صحنه                           | نامزدشده |
| ۶           | ۲     | پوست                   | بهترین جلوه‌های ویژه میدانی                  | نامزدشده |
| ۶           | ۲     | پوست                   | بهترین فیلم اول                             | نامزدشده |
| ۵           | ۲     | خروج                   | بهترین چهره‌پردازی                           | برنده    |
| ۵           | ۲     | خروج                   | بهترین جلوه‌های ویژه بصری                    | برنده    |
| ۵           | ۲     | خروج                   | بهترین بازیگر نقش اول مرد (فرامرز قریبیان)  | نامزدشده |
| ۵           | ۲     | خروج                   | بهترین صدا                                  | نامزدشده |
| ۵           | ۲     | خروج                   | بهترین طراحی لباس                           | نامزدشده |
| ۵           | ۱     | تومان                  | بهترین فیلم‌برداری                           | برنده    |
| ۵           | ۱     | تومان                  | بهترین کارگردانی (مرتضی فرشباف)             | نامزدشده |
| ۵           | ۱     | تومان                  | بهترین بازیگر نقش اول مرد (میرسعید مولویان) | نامزدشده |
| ۵           | ۱     | تومان                  | بهترین بازیگر نقش مکمل مرد(مجتبی پیرزاده)   | نامزدشده |
| ۵           | ۱     | تومان                  | بهترین صدا                                  | نامزدشده |
| ۵           | ۰     | آتابای                 | بهترین فیلم                                 | نامزدشده |
| ۵           | ۰     | آتابای                 | بهترین کارگردانی (نیکی کریمی )              | نامزدشده |
| ۵           | ۰     | آتابای                 | بهترین بازیگر نقش مکمل مرد (جواد عزتی)      | نامزدشده |
| ۵           | ۰     | آتابای                 | بهترین فیلم‌برداری                           | نامزدشده |
| ۵           | ۰     | آتابای                 | بهترین موسیقی متن                           | نامزدشده |
| ۴           | ۰     | سه کام حبس             | بهترین بازیگر نقش اول زن (پریناز ایزدیار)   | نامزدشده |
| ۴           | ۰     | سه کام حبس             | بهترین بازیگر نقش مکمل زن (سمیرا حسن‌پور)    | نامزدشده |
| ۴           | ۰     | سه کام حبس             | بهترین فیلم‌برداری                           | نامزدشده |
| ۴           | ۰     | سه کام حبس             | بهترین چهره‌پردازی                           | نامزدشده |
| ۴           | ۰     | سینما شهر قصه          | بهترین بازیگر نقش مکمل مرد (بابک کریمی)     | نامزدشده |
| ۴           | ۰     | سینما شهر قصه          | بهترین تدوین                                | نامزدشده |
| ۴           | ۰     | سینما شهر قصه          | بهترین طراحی لباس                           | نامزدشده |
| ۴           | ۰     | سینما شهر قصه          | بهترین طراحی صحنه                           | نامزدشده |
| ۳           | ۱     | ابر بارانش گرفته       | بهترین بازیگر نقش اول زن (نازنین احمدی)     | برنده    |
| ۳           | ۱     | ابر بارانش گرفته       | بهترین بازیگر نقش مکمل مرد (ارشیا نیک‌بین)   | نامزدشده |
| ۳           | ۱     | ابر بارانش گرفته       | بهترین فیلم‌برداری                           | نامزدشده |
| ۳           | ۰     | من می‌ترسم              | بهترین بازیگر نقش اول زن (الناز شاکردوست)   | نامزدشده |
| ۳           | ۰     | من می‌ترسم              | بهترین بازیگر نقش مکمل زن (ستاره پسیانی)    | نامزدشده |
| ۳           | ۰     | من می‌ترسم              | بهترین فیلمنامه                             | نامزدشده |
| ۲           | ۰     | آبادان یازده ۶۰        | بهترین جلوه‌های ویژه میدانی                  | نامزدشده |
| ۲           | ۰     | آبادان یازده ۶۰        | بهترین جلوه‌های ویژه بصری                    | نامزدشده |
| ۲           | ۰     | خون شد                 | بهترین بازیگر نقش مکمل زن (لیلا زارع)       | نامزدشده |
| ۲           | ۰     | خون شد                 | بهترین چهره‌پردازی                           | نامزدشده |
| ۲           | ۰     | قصیده گاو سفید         | بهترین بازیگر نقش اول زن (مریم مقدم)        | نامزدشده |
| ۲           | ۰     | قصیده گاو سفید         | بهترین فیلمنامه                             | نامزدشده |
| ۲           | ۰     | مردن در آب مطهر        | بهترین بازیگر نقش اول مرد (علی شادمان)      | نامزدشده |
| ۲           | ۰     | مردن در آب مطهر        | بهترین بازیگر نقش اول زن (ندا جبرائیلی)     | نامزدشده |
| ۲           | ۰     | مغز استخوان            | بهترین بازیگر نقش مکمل مرد (نوید پورفرج)    | نامزدشده |
| ۲           | ۰     | مغز استخوان            | بهترین فیلمنامه                             | نامزدشده |
| ۱           | ۱     | دابُر                   | بهترین فیلم کوتاه                           | برنده    |
| ۱           | ۱     | جایی برای فرشته‌ها نیست | بهترین مستند                                | برنده    |

- تعداد نامزدی ها برای بخش های اصلی میباشد و بخش های مانند بهترین فیلم از نگاه ملی یا جایزهٔ ویژهٔ هیئت داوران به‌عنوان نامزدی جشنواره لحاظ نمی‌گردد.

## فیلم‌ها
۲۳ فیلم در بخش سودای سیمرغ، ۱۰ فیلم در بخش نگاه نو، ۱۰ فیلم در بخش مستند، و ۱۰ فیلم در بخش فیلم‌های کوتاه در جشنوارهٔ سی و هشتم به رقابت می‌پردازند و ۲ فیلم در خارج از بخش مسابقه برای اهالی رسانه اکران می‌شود.
مجبوریم (اثر رضا درمیشیان) و عنکبوت (اثر ابراهیم ایرج‌زاد) از آثاری هستند که در جشنوارهٔ سی و هشتم پذیرفته نشدند. لا مینور (داریوش مهرجویی) و جنایت بی‌دقت (شهرام مکری) توسط سازندگانشان به جشنواره ارائه نشدند. قاتل و وحشی (اثر حمید نعمت‌الله) نیز به دلیل اختلاف میان مالکان بر سر مالکیت فیلم در جشنواره حضور ندارد.
از بین فیلم‌های این دوره از جشنواره ۶ فیلم (مردن در آب مطهر، پدران، ابر بارانش گرفته، مغز استخوان، سینما شهر قصه و من می‌ترسم) با حمایت بنیاد فارابی ساخته شده‌اند و چهار فیلم (آبادان یازده ۶۰، روز بلوا، خروج و لباس شخصی) محصول سازمان اوج هستند.

### سودای سیمرغ
اعضای هیئت انتخاب (محمد احسانی، محمود اربابی، همایون اسعدیان، یلدا جبلی، رضا درستکار، سید محمود رضوی و حسین کرمی) در ۱۹ دی ۱۳۹۸، ۲۲ فیلم بخش سودای سیمرغ را اعلام کردند.
در ۱۴ بهمن به دلیل آماده نبودن فیلم خورشید مجید مجیدی، پسرکشی از میان فیلم‌های رزرو به بخش سودای سیمرغ اضافه شد. در اطلاعیهٔ دبیرخانهٔ جشنواره آمده که خورشید نیز پس از آن که آماده نمایش شود در جشنواره به نمایش درخواهد آمد. به گزارش تابناک از آنجا که مهلت ارائهٔ فیلم‌ها به دبیرخانهٔ جشنواره ۲۰ دی بوده و فیلم مجیدی تا این زمان به جشنواره تحویل داده نشده خلاف قانون جشنواره عمل شده‌است. ایسنا حضور خورشید در بخش مسابقه را از نظر قانون و فراخوان جشنواره فاقد اشکال دانسته و باشگاه خبرنگاران جوان این امر را از اختیارات دبیر جشنواره برشمرده است.
اسامی فیلم‌های بخش سودای سیمرغ (رقابتی) بدین شرح است:
- آبادان یازده ۶۰ (مهرداد خوشبخت)
- آتابای (نیکی کریمی)
- آن شب (کوروش آهاری)
- ابر بارانش گرفته (مجید برزگر)
- پسرکشی (محمدهادی کریمی)
- پوست (بهمن ارک، بهرام ارک)
- تومان (مرتضی فرشباف)
- خروج (ابراهیم حاتمی‌کیا)
- خوب، بد، جلف ۲: ارتش سری (پیمان قاسم‌خانی)
- خورشید (مجید مجیدی)
- خون شد (مسعود کیمیایی)
- درخت گردو (محمدحسین مهدویان)
- دوزیست (برزو نیک‌نژاد)
- روز بلوا (بهروز شعیبی)
- روز صفر (سعید ملکان)
- سه کام حبس (سامان سالور)
- سینما شهر قصه (کیوان علی‌محمدی، علی‌اکبر حیدری)
- شنای پروانه (محمد کارت)
- عامه‌پسند (سهیل بیرقی)
- قصیده گاو سفید (بهتاش صناعی‌ها)
- مردن در آب مطهر (نوید محمودی)
- مغز استخوان (حمیدرضا قربانی)
- من می‌ترسم (بهنام بهزادی)

### نگاه نو
فیلم‌های زیر برای رقابت در بخش نگاه نو انتخاب شدند:
- آن شب (کوروش آهاری)
- بی‌صدا حلزون (بهرنگ دزفولی‌زاده)
- پدران (سالم صلواتی)
- پوست (بهمن ارک و بهرام ارک)
- دشمنان (علی درخشنده)
- روز صفر (سعید ملکان)
- تعارض (محمدرضا لطفی)
- شنای پروانه (محمد کارت)
- کشتارگاه (عباس امینی)
- لباس شخصی (امیرعباس ربیعی)

### مستند
۲ دی ۱۳۹۸، ۱۰ فیلم توسط هیئت انتخاب متشکل از بابک بهداد، رامین حیدری فاروقی و مرتضی شعبانی برای رقابت در بخش مستند پذیرفته شدند.
پس از انصراف سازندگان کامی از حضور در جشنواره قصه دختران فروغ جایگزین این فیلم شد.
اسامی فیلم‌های بخش سودای سیمرغ (رقابتی) بدین شرح است:
- بانو (محمد حبیبی منصور)
- پروژه ازدواج (حسام اسلامی و عطیه عطارزاده)
- جایی برای فرشته‌ها نیست (سام کلانتری)
- خسوف (محسن استادعلی)
- خط باریک قرمز (فرزاد خوشدست)
- زمستان است (مهرداد زاهدیان)
- زندگی میان پرچم‌های جنگی (محسن اسلام‌زاده)
- عالیجناب (سجاد ایمانی)
- قصه دختران فروغ (خاطره حناچی)
- مهدی عراقی را بکش (عبدالرضا نعمت‌اللهی)

### فیلم‌های کوتاه
فیلم‌های زیر برای رقابت در بخش فیلم‌های کوتاه از میان فیلم‌های کوتاهی که در بخش بهترین فیلم جشنواره فیلم کوتاه تهران و جشن مستقل فیلم‌های کوتاه خانه سینما نامزد بوده و به نمایش درنیامده‌اند و همچین در دوره‌های قبل متقاضی نبودند، از سوی انجمن سینمای جوانان و انجمن فیلم کوتاه ایران به جشنواره معرفی شدند.
- اشغال (علی عزیزی)
- امتحان (سونیا حداد)
- برف‌های سپید سرگردان (محمدرضا وطن‌دوست)
- پاندای قرمز (علی پاک‌نیا)
- دابُر (سعید نجاتی)
- دم اژدها (سعید کشاورز)
- سور بز (سعید زمانیان)
- عزیز (سید مهدی موسوی برزکی)
- کوچه (محمدرضا مصباح)
- مادر برفی (مرجان خسروی)

### خارج از مسابقه
دو فیلم شین (به کارگردانی میثم کزازی) و عنکبوت (به کارگردانی ابراهیم ایرج‌زاد) به درخواست تهیه‌کنندگانشان در بخش خارج از مسابقه حضور دارند و در یک سانس در سینمای رسانه (پردیس ملت) نمایش داده خواهند شد.

## تحریم جشنواره

### هنرمندان
بسیاری از هنرمندان عرصه‌های مختلف هنری ایران در اعتراض به سرنگون کردن پرواز شماره ۷۵۲ هواپیمایی بین‌المللی اوکراین توسط پدافند هوایی سپاه پاسداران اعلام کردند در جشنواره فیلم فجر شرکت نکرده و این رویداد هنری را تحریم خواهند کرد. موج تحریم در جشنواره فیلم فجر که با همراهی هنرمندان بخش‌های دیگر جشنواره فجر ادامه یافت با پیام ویدئویی مسعود کیمیایی، کارگردان آغاز شد او که با فیلم خون شد در بخش سودای سیمرغ این دوره از جشنواره حضور داشت در پیام ویدیویی خود اعلام کرد: «من هیچ وقت اهل جشنواره نبودم و سمت و سویم همیشه مردم هستند و نگاه می‌کنم می‌بینیم که مردم روزگار سختی را می‌گذرانند و روزی نیست که خبرهای بد نشنویم. دلم نمی‌خواهد فیلمم در جشنواره فجر نشان داده بشود» جواد نوروزبیگی تهیه‌کنندهٔ فیلم کیمیایی در پاسخ گفت که خون شد در جشنواره حضور خواهد داشت اما در بخش کارگردانی داوری نخواهد شد. هایده صفی‌یاری از داوران جشنواره خواسته که آثار او را داوری نکنند.
بابک حمیدیان با اعتراض به آنچه «آرای کلیشه‌ای، نگاه گزینشی، مخرب و تکراری در هیئت انتخاب جشنواره فجر» خوانده، اعلام کرد برای همدردی با خانواده‌های عزادار در جشنواره حضور نخواهد یافت. حسین پورمحمدی که تهیه‌کنندهٔ فیلم مغز استخوان با بازی حمیدیان در این دوره از جشنواره بود در واکنش به انصراف حمیدیان اعلام کرد که قسط آخر دستمزد او را به سیل‌زدگان سیستان و بلوچستان اهدا خواهد کرد.
پیمان معادی و سازندگان کامی (میترا ابراهیمی و پیمان قاسم‌خانی) که در بخش مستند جشنواره حضور داشتند نیز انصراف دادند.
همچنین پگاه آهنگرانی، سارا بهرامی، ترانه علیدوستی و آناهیتا همتی که در این دوره از جشنواره فیلمی ندارد به جمع تحریم‌کنندگان پیوسته‌اند.
نصرالله پژمان‌فر، سخنگوی کمیسیون فرهنگی مجلس شورای اسلامی، گفت که با ارائهٔ طرحی در مجلس، هنرمندانی که انصراف داده‌اند را برای همیشه از کار هنری در ایران ممنوع‌الکار می‌کند.
شهاب حسینی که مخالف انصراف از جشنواره بود، اقدام هنرمندان برای انصراف را موجب «افتراق جامعه به خودی و ناخودی» دانست که ممکن است باعث ایجاد شکاف عمیق بین هنرمندان و مخاطبان شود. از نظر او واکنش تعدادی از هنرمندان به دلیل «انگیزه‌های شخصی» بوده‌است. حسینی به هنرمندان توصیه کرد که «پشت احساسات پاک مردم» پنهان نشوند.

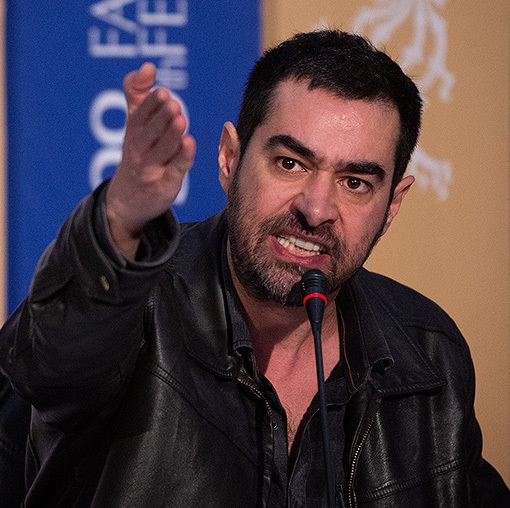
شهاب حسینی در نشست خبری فیلم شین

حسینی در نشست خبری فیلم شین در جشنواره با انتقاد از مسعود کیمیایی و بدون ذکر نام او گفت که کیمیایی سنگ بنایی را گذاشته که نتیجه‌اش جز نفاق و تفرقه و نفرت‌پراکنی نیست. او کیمیایی را بی‌انصاف و خودخواه خواند. کانون کارگردانان سینمای ایران با انتشار بیانیه‌ای توهین‌های رخ داده به مسعود کیمیایی، فیلمساز برجسته موج نوی سینمای ایران را شدیداً محکوم کرد.

### منتقدان سینمایی و رسانه‌ها
گروهی از نویسندگان و منتقدان سینمایی ایران با امضای بیانیه‌ای با اشاره به «تعهد و مسئولیت فردی و جمعی» و «احترام به هموطنان از دست رفته» جشنواره را تحریم کردند. سعید عقیقی، جهانبخش نورایی، همایون امامی، عباس بهارلو، امیر پوریا، محمد گذرآبادی، شاهپور شهبازی و جابر قاسمعلی و لی‌لی فرهادپور از امضاکنندگان این بیانیه بودند.
عباس یاری، منتقد فیلم و دبیر تحریریهٔ ماهنامهٔ فیلم، معتقد است برپایی جشنواره توسط نهادهای خصوصی امکان‌پذیر نیست و جشنوارهٔ فجر نقش مهمی در سینمای پس از انقلاب ایران داشته‌است.

## فروش بلیت
فروش اینترنتی بلیت‌های جشنواره از ۱۲ ظهر روز ۳۰ دی آغاز شد و به گفته سیمون سیمونیان مدیر دبیرخانه جشنواره فجر در یازده دقیقه ابتدایی، بلیت تمامی سانس‌ها در سینماهای پرمخاطب به فروش رسید و در یک ساعت اول نیز هشتاد هزار بلیت خریداری شد.

## حذف فوتوکال و افتتاحیه
ابراهیم داروغه‌زاده، دبیر جشنواره، در ۲۵ دی ۱۳۹۸ خبر لغو مراسم افتتاحیهٔ جشنواره را به دلیل «فضای عمومی جامعه» و «همدردی با خانواده‌های داغدار حوادث تلخ اخیر» اعلام کرد. هزینه‌های افتتاحیه صرف کمک به آسیب‌دیدگان سیل سیستان و بلوچستان شد.

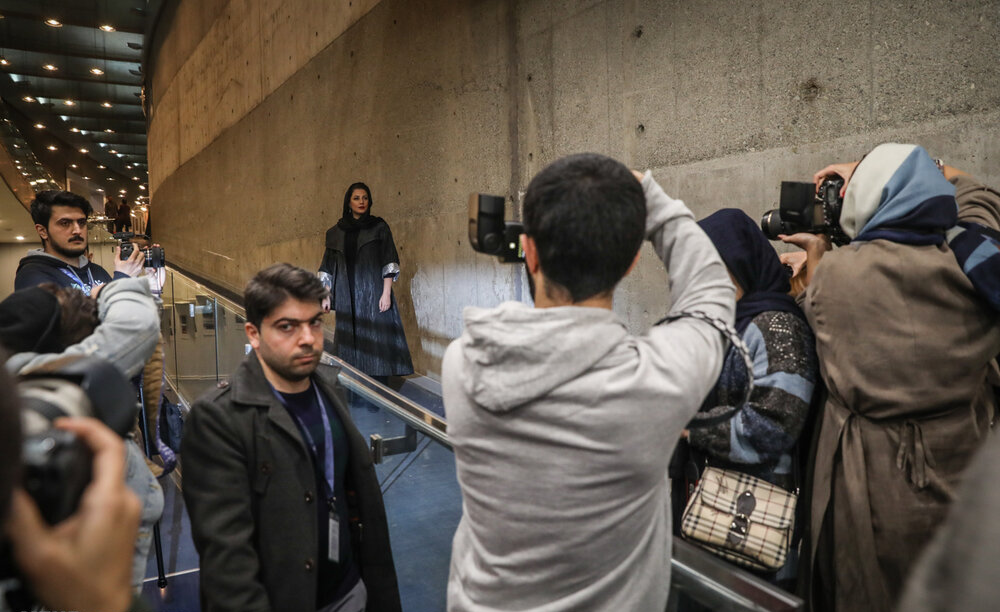
عکاسان در حال عکاسی از طناز طباطبایی در راهروی پردیس ملت.

فوتوکال نیز در این دوره حذف شد که اعتراض عکاسان را در پی داشت. محسن آزاد دل معتقد است دلیل حذف فوتوکال‌ها «ترس از خلوت برگزار شدن» و «عدم حضور بازیگران» یا «نبود سوژه» بوده‌است.

## رونمایی از سیمرغ ایرانی در جشنواره
در سی و هشتمین جشنوراه فیلم فجر برای اولین بار تندیس سیمرغهای جشنواره در ایران و توسط صنعتگران ایرانی ساخته شد. تندیس سیمرغها پس از سالها تولید در خارج از کشور، با رایزنیهای صورت گرفته با معاونت صنایع دستی، به صورت یکپارچه و از جنس کریستال توسط هنرمندان و صنعتگران ایرانی تولید شد.

## مراسم اختتامیه
جشنواره در ۲۲ بهمن ۱۳۹۸ با برگزاری مراسم اختتامیه در مرکز همایش‌های برج میلاد تهران به کار خود پایان داد. محمدرضا شهیدی‌فرد مجری این مراسم بود.

### بزرگداشت فریدون جیرانی
در مراسم اختتامیه از فریدون جیرانی کارگردان سینمای ایران به پاس سالها فعالیت در عرصه روزنامه‌نگاری و سینما تجلیل شد. در ابتدا کلیپی از فعالیت‌های جیرانی به زبان خودش منتشر گردید و سپس سید غلامرضا موسوی و مهدی صباغ زاده به عنوان همشهری و دوستان قدیمی جیرانی به روی صحنه رفتند و از همکاریهای خود با جیرانی در طول سالیان گذشته سخن گفتند. موسوی از جیرانی با عنوان «استاد» یاد کرد. صباغ‌زاده نیز سینمای خود را مدیون جیرانی دانست و از شروع کار خود با جیرانی در خانه تئاتر مشهد یاد کرد. در این مراسم از جیرانی با عنوان «دائرةالمعارف سینما» یاد شد.

### تقدیر از کودکان کار
در مراسم اختتامیه جایزه ویژه هیئت داوران به بازیگران کودک و نوجوان فیلم خورشید که همگی از کودکان کار بودند اعطا شد.
صحبتهای شمیلا بازیگر نوجوان فیلم نیز با واکنش مثبت حضار مواجه شد:
من یک کودک افغانی هستم که در کشورم جنگ است و صلح نیست من در مترو برای گذران زندگی کار می‌کنم امیدوارم روزی برسد که در جهان هیچ کودک کاری وجود نداشته باشد.

### حواشی مراسم اختتامیه
اختتامیه به صورت زنده و با سانسور از شبکه نمایش صدا وسیمای ایران پخش شد. یکی از این سانسورها مربوط به فرشته طائرپور، از داوران بخش مسابقه فیلم‌های کوتاه، مستند و نگاه نو بود که برای معرفی برگزیده این بخش‌ها به روی صحنه رفت و گفت:
«سلام می‌کنم به آنهایی که نیامدند ولی ما باور داریم هرجا هستند دلشان برای سینما می‌تپد. باید به حالمان این روزهایمان دربارهٔ وقایع رخ داده در کشور اشاره کنم. ایستادن ما روی این سن و بودن شما و فیلمسازان از سر بی اعتنایی به وضعیت تلخ کشورمان نیست. نسل جوان فیلمسازانی که از راه می‌رسد و با هنرهای شایسته‌ای که دارند امید بخش آینده روشن برای سرزمین ما هستند. ما یادگرفتیم حتی اگر دل خونین داریم با لب خندان به سینما بیاییم.»

بخشی از صحبت‌های امیر آقایی هم در پخش زنده قطع شد. او هنگام دریافت جایزه خود برای فیلم شنای پروانه، گفت:
«چندی پیش خانمی از رسانه ملی اظهار کرد اگر کسی ناراضی است از ایران برود! رفتن را باید به کسی خطاب کنند که آمده باشد. ما که نیامدیم، ما بودیم و ریشه در خاک سرزمینمان داریم.»
سعید راد هنگام اعلام جایزه بهترین بازیگر نقش اول مرد به پیمان معادی به شدت از تحریم‌کنندگان جشنواره انتقاد کرد و اظهار داشت: «سینما هستی است. مبنای سینما هستی رو به جلو و حرکت است. خیلی دوست داشتم استادهایی که با آنها کار می‌کردم در این سالن باشند. من تعجب می‌کنم و افسوس می‌خورم. اصلاً قهر یعنی چه؟ هیچ‌کجای دنیا مثل اینجا برای ما دست نمی‌زنند.»
محمدحسین مهدویان که سیمرغ بهترین کارگردانی فجر را برد دربارهٔ اتفاقات جامعهٔ ایران در ماه‌های اخیر حرف زد. او جایزهٔ خود را به همه پدران داغدیده تقدیم کرد و گفت که جایزه خود را به همه پدران داغ‌دیده سال ۹۸، از سیل تا حوادث آبان و سقوط هواپیما و پدران کشته‌های مظلوم کرمان در تشییع سردار قاسم سلیمانی که هر دو طرف دوقطبی تشکیل شده در جامعه تصمیم گرفتند نادیده بگیرندشان و از این بابت از همه مظلوم‌تر هستند، تقدیم کرد. قسمت پایانی سخنان وی نیز سانسور شد.
محمدرضا شهیدی فرد مجری مراسم اعلام کرد در صورتی که از برندگان سیمرغ کسی در مراسم اختتامیه حضور ندارند، تنها کارگردان یا تهیه‌کننده اثر حق حضور بر روی سن برای دریافت جایزه را دارد. این تصمیم برای اولین بار بود که در ادوار جشنواره اتفاق می‌افتاد، این در حالی بود که ابراهیم حاتمی کیا و سعید ملکان به نشانه اعتراض به داوری‌ها در مراسم حضور نداشتند.
در حالی که عوامل فیلم «روز صفر» ۵ سیمرغ نصیبشان شد در این مراسم حضور نیافتند و بیانیه‌ای در فضای مجازی منتشر کردند. در متن این بیانیه آمده‌است: خواستیم در کنارِ مدیران فرهنگی قرار نگیریم که اصرار بر جا انداختنِ مسیری دارند که شایسته سینمای ایران نیست، مسیری که پر از باج‌دهی و تکریم کسانی است که با پنجه کشیدن به صورت سینما باعث منفور شدن همکاران سینمایی، نزد مردم می‌شوند. با سپاس از داوران و احترام به انتخاب‌هایشان و با آگاهی از برنده شدن در ۵ رشته ترجیح دادیم در مراسمِ اختتامیه شرکت نکنیم تا برای آیندگان جوابی داشته باشیم که ما شریکِ این بی‌فرهنگی‌ها و ترویجِ رویه‌هایِ غلط نیستیم. سینما و مردم، تحریم‌شدنی نیستند.
در مقابل ابراهیم داروغه زاده دبیر سی و هشتمین جشنواره فجر، با نشر یادداشتی در توییتر عدم حضور عوامل روز صفر در اختتامیه جشنواره را اینگونه توضیح داد: علت حضور نیافتن عوامل روز صفر در جشنواره به این دلیل بود که آقای ملکان به دو موضوع انتقاد داشتند: ۱- معتقد بودند نباید افرادی که صحبت از تحریم کرده‌اند یا افرادی که در نشست رسانه ای اعتراض کرده‌اند داوری شوند. ۲- پذیرش فیلم خورشید علی‌رغم دیر رسیدن به جشنواره.
فرشته طائرپور در مورد سیمرغ بهترین فیلم بخش نگاه نو که متعلق به سعید ملکان بود ولی برای دریافت آن حضور نیافت گفت: «تا این لحظه فقط دو راه‌حل به ذهن‌مان رسیده، یا سیمرغ را با یادداشتی که بر آن ضمیمه می‌کنیم و می‌نویسیم: «این تنها سیمرغ بخش فیلم اولی‌های جشنواره سی‌وهشتم است که برنده آن با ناسپاسی برای دریافت آن روی صحنه نیامد»، برای موزه سینما ارسال می‌کنیم تا آیندگان سینمای ایران در جریان ماجرای آن قرار بگیرند؛ یا مسئولان جشنواره به ما اجازه خواهند داد که آن را به یکی از دو فیلم دیگری که فقط یک رأی از این فیلمِ برگزیده کمتر داشتند اهدا کنیم. البته احتمال سومی هم هست و آن اینکه مسئولان جشنواره تصمیم‌گیری در مورد این سیمرغ را از اختیارات هیئت داوران ندانند! و امر به تحویل آن کنند که البته این هم حکایتی برای داوران دوره‌های بعد خواهد داشت. دعا کنیم در حین این بلاتکلیفی‌ها، این سیمرغِ جفادیده، دلش نشکند و بال نکشد و از دست نرود.»